# Jean de Rokycana
Jean de Rokycana, connu également comme Jan de Rokycany, en tchèque: Jan Rokycana, et Jan z Rokycan (né vers 1390 à Rokycany, Bohême - 21 février 1471 à Prague) fut un théologien Hussite. Il est une figure importante de l'histoire de l'Église en Bohême. Prédicateur et homme politique il fut également archevêque de Prague non reconnu par la curie romaine de 1435 à sa mort.

## Biographie
Né en Bohême vers 1390 fils d'un forgeron, Jan Rokycana entre dans sa jeunesse dans le monastère augustiniens de Rokycany. Ensuite il abandonne la vie monastique pour étudier à Prague dès 1412, et obtient un diplôme universitaire en 1415. Il rejoint le mouvement contre Jan Želivský, après qu'il s'est enfui de Prague. Il s'oppose également aux  Taborites, particulièrement à Konopiště en 1423. Plus tard à Prague il s'oppose aussi à Jan Žižka, quand il est rendu responsable de la défaite militaire de la milice pragoise à Malešov.
En 1427 il  devient vicaire de l'église de Notre-Dame du Týn  et il s'oppose au prétendant polonais au trône  Sigismond Korybutovic. Après la mort de Jakoubek de Stříbro en 1429 il devient une autorité intellectuelle et la même année il est nommé  správcem duchovenstva podobojí, ou  Vicaire-Général de l'archevêché de Prague. En 1430 il obtient sa maitrise universitaire et en 1435 il devient recteur de l'Université Charles. L'archevêque Conrad de Vechta (tchèque: Konrád z Vechty) passé à l'utraquisme en 1421 meurt en 1431. Comme environ 70 % de la population en Bohême se réclame de l'église utraquiste, la diète élit Jean de Rokycana comme archevêque de Prague le 21 octobre 1435 avec l'approbation de Sigismond de Luxembourg mais la curie romaine romaine refuse de le reconnaitre et confie la gestion de l'archevêché à de simples administrateurs jusqu'en 1561. Jan de Rokycana s'établit toutefois dans le presbytère de Notre-Dame du Týn et l'administrateur au château de Prague près de la cathédrale Saint-Guy de Prague.
Après la mort de Sigismond le 9 décembre 1439 Jean de Rokycana allié aux hussites de Bohême orientale et aux taborites soutiennent contre son gendre et successeur Albert II de Habsbourg, le prince Casimir fils de Ladislas II Jagellon de Pologne. En 1440 après la mort d'Albert II de Habsbourg une commission composée de quatorze bourgeois et de Jean Rokycana propose le trône de Bohême au duc Albert III de Bavière qui refuse. C'est finalement Ladislas fils posthume d'Albert II qui est accepté comme roi créant ainsi un long interrègne.
Le 4 octobre 1441 il convoque une assemblés des trois ordres des États de Bohême à Kutná Hora, où  les principes de croyance hussite sont adoptés comme loi du pays. En 1442 il fait la paix avec Jan Příbram. En 1444 les tribunaux tranchent en sa faveur contre les taborites, qui refusaient toujours de se conformer à sa politique modérée et la doctrine du Tabor est rejetée. En 1449, il entame une correspondance régulière avec le pape Nicolas V, parce qu'il avait besoin de procéder à des ordinations de prêtres. Déçu dans ses espoirs il tente d'aller rencontrer le pape en personne mais il ne peut  traverser l'Allemagne. C'est pour cette raison en 1452 il entreprend des contacts avec l'église orthodoxe de Constantinople afin d'envisager une éventuelle coopération mais ce projet échoue en 1453, quand  Constantinople tombe entre les mains des Ottomans.
Jan Rokycana  n'est pas en faveur auprès du jeune roi Ladislas Ier de Bohême qui refuse d'entendre ses sermons. En 1457, Jan Rokycana commence de nouveau une correspondance directe avec le pape Calixte III, qui est interrompue par la mort prématurée du roi la même année. Sa situation s'améliore quelque peu avec la prise progressive du pouvoir par Geogres de Poděbrady qui détruit Tábor en 1452. Bien que Georges  tente de limiter le pouvoir de l'Église, Jan Rokycana soutient son élection par ses interventions. Dès le début, Jan approuve la politique de conciliation de Georges de Poděbrady basée sur le respect des Compactata et ordonne aux églises de sonner leurs cloches pour marquer la réconciliation. En retour, Georges de  Poděbrad le considère comme un authentique représentant de l'Église et le chef de l'organisation ecclésiastique. Le roi alterne entre la fréquentation des messes de Jean Rokycana avec celles de cathédrale Saint-Guy de Prague. La collaboration entre le roi Georges et Jean de Rokycana s'avère fructueuse.
En 1466, Jan Rokycana subit un accident vasculaire cérébral, à la suite duquel il a des difficultés d'élocution. Il meurt en février 1471 quatre mois avant le roi Georges de Bohême. Il est inhumé dans l'Église de Notre-Dame du Týn après sa mort Venceslas Koranda  dit le Jeune (†  1519) professeur à l'université de Prague prend sa place à la tête du consistoire hussite.